# Physaria multiceps
Physaria multiceps är en korsblommig växtart som först beskrevs av Bassett Maguire, och fick sitt nu gällande namn av O'kane och Al-shehbaz. Physaria multiceps ingår i släktet Physaria och familjen korsblommiga växter. Inga underarter finns listade i Catalogue of Life.